# 麥克·梅爾
梅英東是一名旅遊作家。

## 生活經歷
他現在正居住在北京市。

## 獎項
- 2010 Guggenheim Fellowship（英语：Guggenheim Fellowship）
- 2010  Fellow, Dorothy and Lewis B. Cullman Center for Scholars and Writers at the New York Public Library
- 2009 Whiting Writers' Award（英语：Whiting Writers' Award）
- Lowell Thomas Award winner for travel writing

## 個人作品
- [《消失的老北京》]. Intelligent Traveler - 國家地理學會. 2009年5月13日  [2013-05-01]. （原始内容存档于2010-06-07）.

- [《消失的老北京》]. Walker & Company. 2009年. ISBN 978-0-8027-1750-4.

## 外部連結
- 《消失的老北京》官方網站（页面存档备份，存于）
- GREGORY COWLES. . 纽约时报. 2009年10月30日  [2013年5月1日]. （原始内容存档于2010年1月1日）.
- YouTube上的梅英東正居住在他的大柵欄北京胡同（Michael Meyer living in his Dazhalan Beijing hutong）